# バイエラ属
バイエラ属（学名：Baiera）は、裸子植物イチョウ綱に属する化石植物である。上部石炭紀に出現し、中生代を通じて生息し、特に最上部三畳紀に最も多く分布していた。葉柄が顕著ではなく、葉身の外形はくさび形である。カセキイチョウ属の区別は明確ではなく、形態的には重複する点が多い。葉上面の表皮細胞は、ほぼ等形で、細胞壁は直線状であり、乳頭状突起は見られない。下面では脈の間に数多くの気孔が分布する。表皮細胞の形は上面のものとほぼ同形であるが、乳頭状突起がある。気孔は4〜7個の厚く角皮化した副細胞に囲まれる。副細胞には乳頭状突起があり、開口部を覆う。孔辺細胞は、開口部に沿う部分を除き、薄く角皮化し、かなり沈む。葉の化石はよく知られているが、生殖器官についてはよく知られていない。表皮細胞や気孔の形態と分布は、種によってある程度の相違が見られる。ヨーロッパやシベリア各地のほかに中国・朝鮮のペルム系の地層から産出される。

## 主な種
- Baiera elegans Oishi（中生代前紀）
- Baiera filiformis Oishi（中生代前紀）
- Baiera furcata Oishi（中生代前紀）
- Baiera guilhaumati Zeiller（中生代前紀）
- Baiera minuta Oishi（中生代前紀）
- Baiera lindleyana (Schimper) Seward（中生代前紀）
- Baiera paucipartita Nathorst（中生代前紀）
- Baiera taeniata Braun （中生代前紀）
- Baiera brauniana (Dunker) Brongn （白亜紀初期）